# Кусанаґі Мотоко
Кусанаґі Мотоко (Майор) (яп. 草薙 素子) – головна героїня аніме та манґи «Ghost in the Shell».

## Біографія
В 6 років потрапила в авіаційну катастрофу і втратила батьків. Знаходилася в комі до тих пір, поки не стало ясно, що вона помре без повної кібернетизації тіла. Однією з перших перенесла трансплантацію мозку і стала практично 100% кіборгом. Тільки її мозок і один сегмент спинного мозку людські і поміщені в захисну оболонку.
Колеги звуть її майором. Давно забувши своє справжнє ім'я, Мотоко впродовж свого життя навчилася досконало управляти своїм штучним тілом, що зробило її першокласною зброєю (звідси і псевдонім «Кусанаґі», тобто «вражаючий меч»). Вона пішла до війська і дослужилася до майора Військ Самооборони Японії. Очевидно, пройшла багато військових конфліктів (деякі з них прямо згадуються в серіалах). Після закінчення військової кар'єри вона перейшла до МВС, де був створений спеціальний відділ по боротьбі з тероризмом і комп'ютерною злочинністю.

## Характер
Її здібності не дозволяють сприймати себе людиною. Крім того, життя, повне вбивств і насильства, і повна самота ведуть до глибокого душевного конфлікту, що має явно нігілістично-депресивний характер. Ніякої можливості покинути Відділ у неї немає: вона стала заручником власного тіла, яке тепер належить державі.
У першому фільмі, розслідуючи справу Project 2501 (Puppet Master), чиє тіло було побудоване на тій же фабриці, що і її, почала сумніватися, чи дійсно її суть, її душа, є людськими. Після цього постійно не може вирішити людина вона чи машина. 
Вона важко перенесла звикання до кібернетичного тіла в дитинстві, тому переживає за інших дітей з кібертілами. Її іноді переслідують спогади дитинства, наприклад, як вона, не звикнувши ще до кібертілу і не розрахувавши сили, ненавмисно зламала ляльку, стиснувши її в кулаці.

## Здібності
Кусанаґі – найбільш кваліфікований і ефективний лідер. Її кібермозок дозволяє буквально «упірнати» в комп'ютерні мережі. Вона має високоміцне тіло, вагою в 2 центнери, з титановим скелетом. Кусанаґі непогано володіє тхеквондо, чудово стріляє і до того ж є першокласним хакером. Кілька разів синхронізувала свою пам'ять з чужою, отримуючи новий життєвий досвід.